# Nikolaos från Damaskus
Nikolaos från Damaskus (Nicolaus Damascenus), född omkring 64 f. Kr. var en grekisk historiker.
Nikolaos var vän till Herodes den store, med vilken han besökte Rom, där han lärde känna Augustus och slutligen slog sig ned. Nikolaos var en mångsidig författare. Endast brottstycken av hans verk finns bevarade. Ett växtfysiologisk arbete, kompilerat ur Aristoteles och Theofrastos finns i latinsk översättning. Mer betydelse är hans världshistoria, ursprungligen i 144 böcker, av vilken i synnerhet Josefus i sin Judiska arkeologi meddelar större partier, samt en skildring av kejsar Augustus ungdomsår.